# Габас (река)
Габас (фр. Gabas) је река у Француској. Дуга је 117 km. Улива се у Адур. 